# イェラウルフ
イェラウルフ (英: Yelawolf、本名: マイケル・ウェイン・アサ、1979年12月30日 - ) とは、アメリカ合衆国アラバマ州ギャズドゥン出身のラッパー、歌手、ソングライターである。
2010年に発表したミックステープ『Trunk Muzik 0-60』が、全米ビルボードアルバムチャートにて最高164位を記録した事から一気に知名度を獲得。その後もTop Heatseekers Albums Chartにて長期に渡ってランクインした。その後、エミネムの主催するメジャーレーベル「Shady/Interscope」と契約を結び、多数の作品をリリースしている。

## 人物

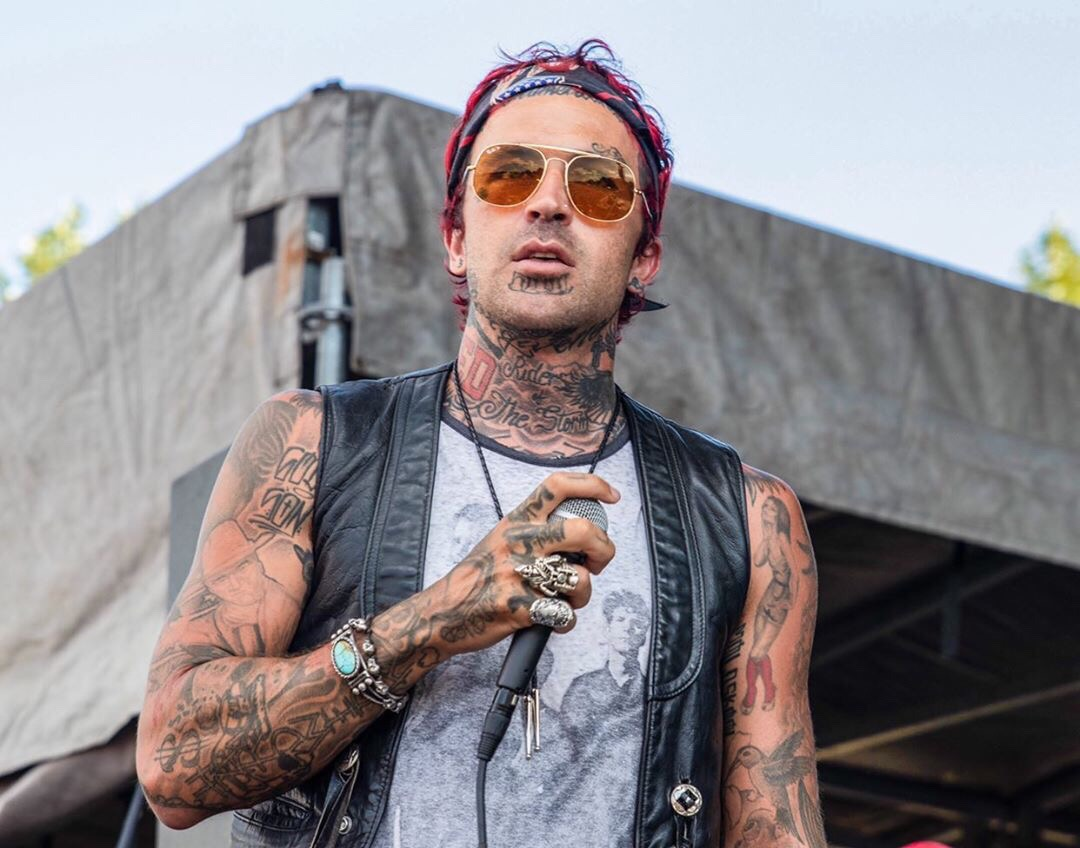
ライブでのYelawolf（2019年）

1979年生まれ。ネイティブ・アメリカンと白人のミックス。活動初期の頃は、オーディション番組やミックステープでの活動を通じて人気を獲得していた。その後も、様々な人気ラッパーとの客演を経て現在のShady/Interscopeと契約。2011年にはメジャーデビューアルバム『Radioactive』もリリースされた。

## ミュージックキャリア

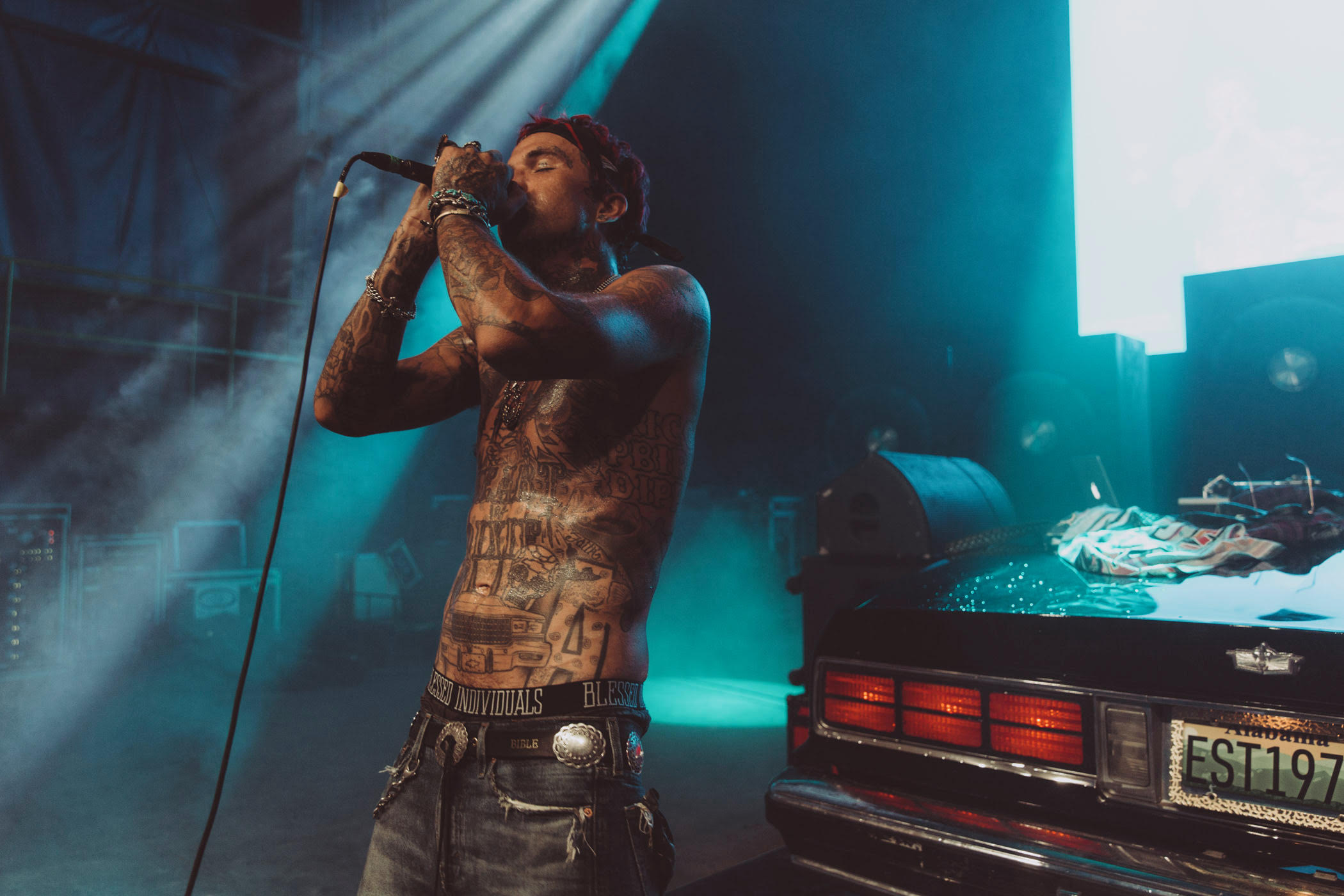
ライブでのYelawolf（2019年）

2007年に、メジャーレーベルのコロムビア・レコードと契約を結び、アルバム『Fearin' And Loathin' in Smalltown, U.S.A.』のレコーディングを行ったが、結局リリースされずに終わった。
2010年11月20日、メジャーレーベルのインタースコープ・レコードを通じて、ミックステープ『Trunk Muzik 0-60』を発表。現在までに、全米で75000枚以上を売り上げている。収録曲『Good to Go』はゲームSaints Row: The Thirdに使用されている。
2011年9月27日、メジャーデビューアルバム『Radioactive』をリリースし、初週に41000枚以上を売り上げ、全米ビルボード200にて初登場27位を記録。
2012年11月13日、トラヴィス・バーカーとの共同ミニアルバム『Psycho White』をリリース。全米ビルボード200にて、初登場49位を記録。
2014年、エミネム主宰レーベル、シェイディ・レコードのコンピレーション・アルバム『ShadyXV』に参加。エミネム、スカイラー・グレイと共同で『Twisted』、単独で『Down』と『Till It's Gone』を発表。
2015年4月21日、2ndアルバム『Love Story』をリリース。
2017年10月27日、アルバム『Trial by Fire』をリリース。
2019年3月29日、アルバム『Trunk Muzik III』をリリース。
2019年11月1日、アルバム『Ghetto Cowboy』をリリース。
2020年以降は他アーティストとの共作アルバムを多数制作。2021年「Caskey」とのアルバム『Blacksheep』をリリース、立て続けにスリー6マフィアの「DJ Paul」や「ギャングスタブー」「ロードインファマス」などと組んだ『Da Mafia Six』を結成。デビューアルバム『Slumafia』を発表。2022年、ハウスオブペインの「DJ Muggs」と『Mile Zero』を発表。
さらにノルウェーツアー中に制作されたという盟友「Shooter Jenning」との合作『Sometimes Y』を立て続けにリリースした。
客演(ゲスト)としても他アーティストの楽曲に積極的参加をするなどジャンルを問わず幅広い音楽活動を精力的に続けている。
最新スタジオアルバムは2024年6月にリリースされた『War Story』。

## ディスコグラフィー
スタジオ・アルバム
- Creekwater (2005)
- Radioactive (2011)
- Love Story (2015)
- Trial by Fire (2017)
- Trunk Muzik III (2019)
- Ghetto Cowboy (2019)
- Mud Mouth (2021)
- War Story (2024)